# Apeadero de Lapela
El Apeadero de Lapela, originalmente denominado, solamente, Lapella, es una estación ferroviaria abandonada de la Línea del Miño, que servía a la localidad de Lapela, en el municipio de Monção, en Portugal.

## Historia
El trozo de la Línea del Miño entre Valença y Lapela fue abierta al público el 15 de junio de 1913, y el tramo siguiente, hasta Monção, entrado en servicio el 15 de junio de 1915.
En los horarios de junio de 1913, la Estación de Lapella estaba conectada por trenes con origen en Porto-São Bento. Ese año, existían servicios ferroviarios conectando esta estación con la de Monção.
En 1934, la Comisión Administrativa del Fondo Especial de Caminos de Hierro (Comissão Administrativa do Fundo Especial de Caminhos de Ferro) autorizó la instalación de una báscula de 40 toneladas de vía interrumpida, en la estación de Lapela.